# Les Diablons
Les Diablons (3.609m s.l.m.) sono una montagna delle Alpi del Weisshorn e del Cervino nelle Alpi Pennine. È situata nello svizzero Canton Vallese. Si trova tra la valle di Zinal e la Turtmanntal.

## Caratteristiche

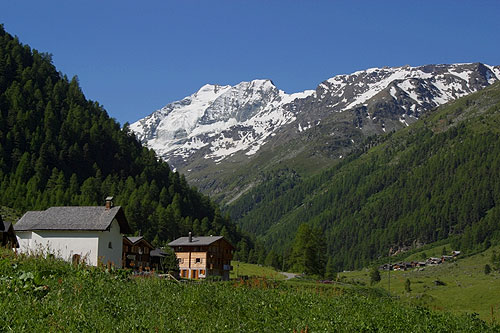
La montagna vista dalla Turtmanntal.

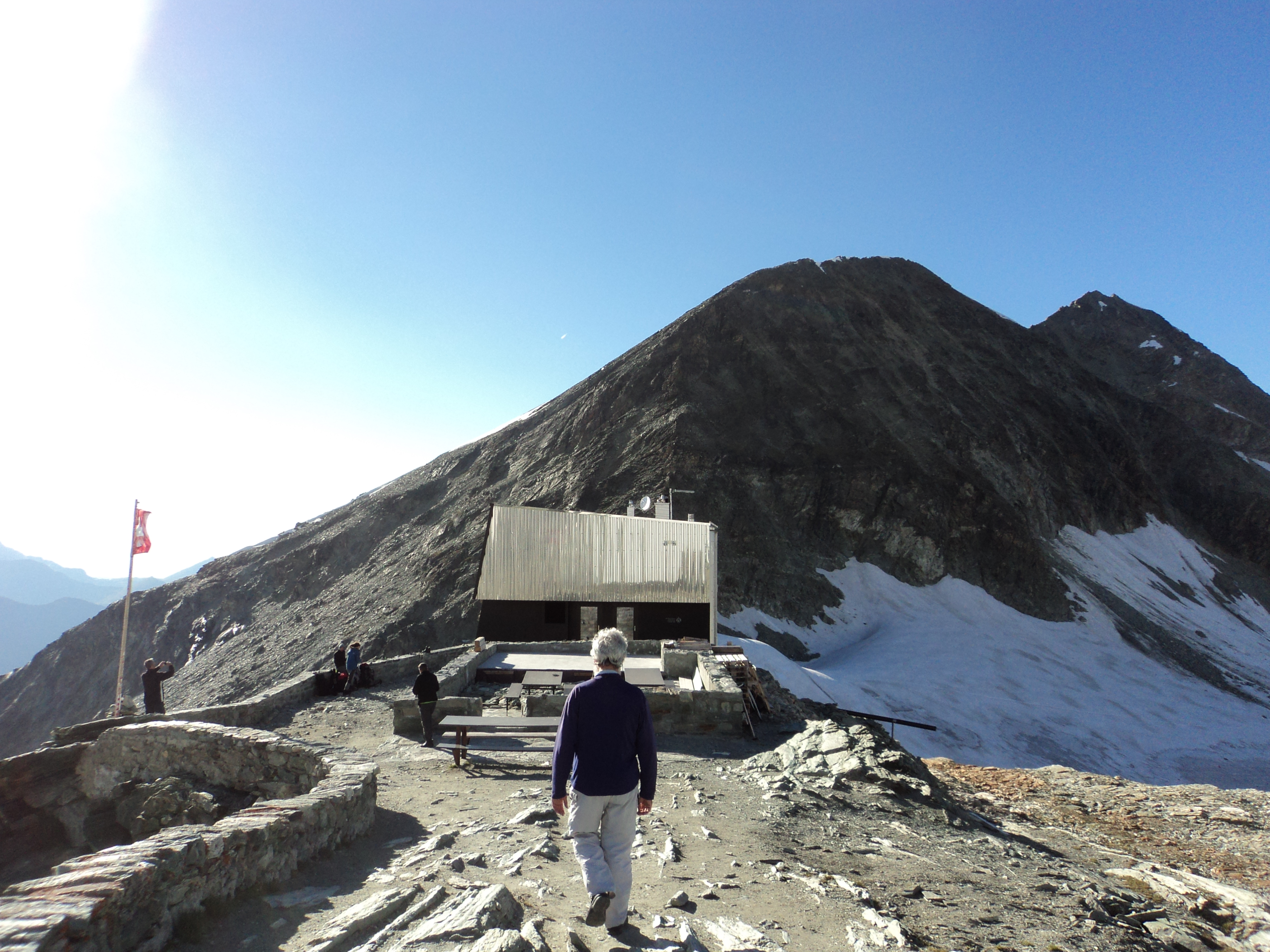
La montagna con in primo piano la Cabane de Tracuit.

La montagna fa parte della cosiddetta corona imperiale, insieme di montagne che formano un ferro di cavallo: Les Diablons, il Bishorn (4.153 m), il Weisshorn (4.505 m), lo Schalihorn (3.974 m), lo Zinalrothorn (4.221 m), il Trifthorn (3.728 m), l'Obergabelhorn (4.062 m), il mont Durand (3.712 m), la Pointe de Zinal (3.790 m), la Dent Blanche (4.356 m), il Grand Cornier (3.961 m), il Pigne de la Lé (3.396 m), la Garde de Bordon (3.310 m), ed al centro di questa gigantesca parabola il Monte Besso (3.667 m).
Poco a sud della montagna si trova la Cabane de Tracuit.